# Institut de recherche botanique Amani
L'Institut de recherche botanique Amani est un institut de recherche situé dans les Monts Usambara, de la région du nord-est de la Tanzanie, dans les régions tropicales d'Afrique de l'Est.

## Histoire

### Afrique Orientale Allemande
L'institut de recherche a été fondée en 1902 par les colons allemands en Afrique Orientale allemande, sous la direction du Dr Frantz Stuhlmann, qui était responsable du département de la topographie et de l'Agriculture de l'Afrique Orientale allemande.
L'Institut a commencé comme un centre de recherche en agriculture biologique, puis a été connu sous le nom  de l'Institut Agricole Amani,. Mais il s'est rapidement étendu à d'autres domaines de recherche dans les années suivantes : il est vite devenu un institut scientifique supérieur comparable à tout ce qui avait été accompli dans les colonies britanniques à Pusa en Inde, ou par les néerlandais dans leur établissement à Buitenzorg, à Java,."
Au cours de leur règne colonial, les Allemands avaient d'autres centres de recherche dans la colonie, en particulier dans la région du nord.

### Première Guerre mondiale
Au cours de la première Guerre Mondiale, l'Institut de Recherche Amani a renforcé sa réputation internationale quand il a développé différents produits, en recourant à la médecine, à des produits chimiques, avec de matériaux locaux pour répondre aux besoins des colons allemands à un moment où la colonie a été coupée du reste du monde et ne pouvait pas importer quoi que ce soit.

### Post-indépendance
En 1964, le Tanganyika a été uni à Zanzibar pour former la nation indépendante de la Tanzanie. La domination coloniale Britannique étant terminée, l'institut a continué à jouer un rôle important en tant que centre de recherche en Tanzanie.

### L'ère coloniale britannique
L'Afrique Orientale allemande colonie a été renommé le Territoire du Tanganyika en 1920, lorsque les Britanniques ont pris le relais, par une société des Nations Mandat, après que l'Empire allemand a perdu la Première Guerre Mondiale. D'autres domaines de recherche ont été ajoutés aux missions de l'institut dans les années 1960.
Bien que l'Institut de Recherche Amani soit devenu célèbre pendant la domination coloniale allemande comme un centre de recherche scientifique, il a conservé sa réputation internationale, après que les Britanniques ont reçu le contrôle de la colonie, qu'ils ont rebaptisée Tanganyika.